# Роберт Левандовски
Ро̀берт Левандòвски (на полски: Robert Lewandowski) е полски футболист, играещ за испанския Барселона. Той е капитан на националния отбор на Полша. Левандовски е записан в книгата за Световни рекорди на Гинес и за най-бързи 5 гола в мач на Бундеслига от периода му като играч на Байерн Мюнхен.
Признат със своето позициониране, техника и завършване, Левандовски е смятан за един от най-добрите нападатели на всички времена, както и за един от най-успешните играчи в историята на Бундеслигата и Байерн Мюнхен. Той е отбелязал над 600 гола в кариерата си на клубно и национално ниво.
След като е голмайстор в третото и второто ниво на полския футбол със Знич Прушков, Левандовски се премества в Лех Познан, помагайки на отбора да спечели Екстракласата през сезон 2009/10. През 2010 г. той се прехвърля в Борусия Дортмунд, където печели отличия, включително две последователни титли в Бундеслигата и наградата за най-добър голмайстор на лигата. През 2013 г. той участва с Дортмунд във финала на Шампионската лига на УЕФА през 2013 г. Преди началото на сезон 2014–15, Левандовски се съгласява да се присъедини към вътрешния съперник на Дортмунд, Байерн Мюнхен, със свободен трансфер. В Мюнхен той печели титлата в Бундеслигата през всеки един от своите осем сезона. Левандовски е неразделна част от победата на Байерн в Шампионската лига на УЕФА през 2019–2020 г. като част от требъла. Той е един от само двамата играчи, заедно с Йохан Кройф, постигнали требъл в Европа, като същевременно е най-добрият голмайстор и в трите състезания, и първият, който го прави като единствен голмайстор. Левандовски също е един от само двамата играчи, които са били най-добрият голмайстор за клуб и страна в Европа за три последователни години (2019-21), заедно с Кристиано Роналдо. Той е широко смятан за най-добрия играч на 2020 г. и заслужаващ Златната топка, докато церемонията не е отменена. През 2022 г. той подписва с Барселона, където печели Суперкупата на Испания, титлата в Ла Лига и трофея Пичичи в дебютния си сезон. Той държи общия рекорд за най-много голмайсторски награди в петте най-добри лиги на Европа с осем, заедно с Лионел Меси, и съвместен рекорд за най-много последователни награди с шест, заедно с Килиан Мбапе.
Национал на Полша от 2008 г., Левандовски има над 150 мача и е част от техния отбор на Европейското първенство на УЕФА през 2012, 2016, 2020 и 2024 г. и Световното първенство по футбол през 2018 г. и 2022 г. С 83 международни голове, Левандовски е най-добрият голмайстор за всички времена за Полша и четвъртият международен голмайстор при мъжете в Европа, само зад Кристиано Роналдо (130), Ромелу Лукаку (85) и Ференц Пушкаш (84). Той печели наградата на IFFHS за най-добър международен голмайстор в света през 2015 г. и 2021 г., наградата на IFFHS за най-добър голмайстор в света в света през 2020 г. и 2021 г. и наградата за най-добър голмайстор в топ дивизия на IFFHS през 2021 г. Той също така печели наградата за най-добър играч в света на IFFHS през 2020 г. и 2021 г. и европейската Златна обувка за сезони 2020–21 и 2021–22. Левандовски е избиран за полски футболист на годината рекордните единадесет пъти и за полска спортна личност на годината три пъти. Освен това той печели два пъти трофея Герд Мюлер през 2021 и 2022 г.
През 2020 г. Левандовски печели наградата на ФИФА за най-добър играч при мъжете (запазена през 2021 г.) и наградата на УЕФА за играч на годината при мъжете. Два пъти е избиран в отбора на годината на УЕФА. Той е третият голмайстор в историята на Шампионската лига. Левандовски е избиран за Играч на сезона в Бундеслигата рекордните пет пъти. Той е вкарал над 300 гола в Бундеслигата (вторият най-добър голмайстор за всички времена в Бундеслигата, само след 365-те гола на Герд Мюлер в Бундеслигата), като е достигнал границата от век по-бързо от всеки друг чуждестранен играч и е водещият чуждестранен играч за всички времена в лигата голмайстор. През 2015 г., докато играе за Байерн, той вкарва пет гола за по-малко от девет минути срещу Волфсбург, най-бързият от всеки играч в историята на Бундеслигата, както и във всяка голяма европейска футболна лига, за което е награден с четири световни рекорда на Гинес. Нещо повече, той печели наградата за най-добър голмайстор на Бундеслигата в седем сезона с общ рекорд, заедно с Герд Мюлер, пет от които са спечелени последователно, още един рекорд. Той го печели най-успешно в Бундеслигата през 2020–21, когато вкарва 41 гола в една кампания, счупвайки предишния рекорд на Герд Мюлер в Бундеслигата от 40 гола, поставен през 1971–72. Той също така държи рекорда за най-много последователни победи в мачове от Шампионската лига на УЕФА, с 22. На 30 ноември 2021 г. той завършва втори в класацията за Златната топка, на 33 точки зад победителя Лионел Меси.

## Личен живот
Левандовски е дете на спортисти. Майка му се занимава с лека атлетика и волейбол, а баща му с футбол. Роберт завършва спортна гимназия във Варшава по треньорско-мениджърска специалност. Един от футболните му идоли е бившия нападател на Италия, Алесандро дел Пиеро. Главният му авторитет обаче е бил баща му, който от малък го е водил на тренировки, защото е виждал, че Роберт обича футбола. За съжаление, бащата на Левандовски почива още когато Роберт е тийнейджър и не успява да види успехите на сина си.
Съпругата на Левандовски, Анна Левандовска, също е спортистка и се занимава с карате. Тя има собствен бизнес за здравословно хранене. Двамата са женени от юли 2013 г. и имат две дъщери – Клара и Лаура.
Като млад футболист Левандовски не печели много, но откакто започва да играе в Германия, състоянието му постепенно нараства на милиони. От 2018 година заедно със съпругата си са в списъка на най-богатите поляци на Форбс Полша.

## Клубна кариера

### Ранна кариера
През сезон 2006/07 Левандовски става голмайстор на полската трета дивизия, отбелязвайки 15 гола за своя Знич Прушков, който печели промоция за втора дивизия. В следващия сезон той става топ реализатор и на полската втора дивизия с 21 гола.

### Лех Познан
През юли 2008 Лех Познан привлича Левандовски от Знич за 1.5 милиона злоти.
Той прави своя дебют за Лех същия месец, влизайки като резерва в мач от първи кръг на квалификациите за Купата на УЕФА срещу азербайджанския Хазар Ленкоран. В този мач Левандовски вкарва единствения гол. В първия си мач в полската Екстракласа срещу ГКС Белхатов, той отбелязва гол с пета, само четири минути след като влиза в игра в края на второто полувреме. В първия си сезон в топ дивизията, Левандовски става втори в голмайсторската класация. През следващия сезон става първи с 18 гола и помага на своя отбор да спечели титлата през сезон 2009/10.

### Борусия Дортмунд
През 2010 се появяват слухове, които го свързват с редица клубове, в частност Борусия Дортмунд, Дженоа и Блекбърн Роувърс. Все пак на 11 юни 2010 той подписва четири-годишен договор с Борусия.
През сезон 2011/12 Левандовски е обявен за Играч на Сезона в Бундеслигата, като завършва с 22 гола и 6 асистенции.
В последния мач на Борусия за сезона, той вкарва хеттрик във финала за Купата на Германия. Отборът му побеждава с 5:2 Байерн Мюнхен. Левандовски става и голмайстор на турнира със седем гола в шест мача.
На 24 април 2013 г. в полуфинален мач от турнира на Шампионска лига отбелязва 4 гола на Реал Мадрид за победата с 4:1.

### Байерн Мюнхен
На 4 януари 2014 година Роберт подписа 5-годишен договор с Байерн Мюнхен. Договорът ще бъде активен от 1 юли 2014 година. На 9 юли 2014 г., Байерн представи официално Левандовски на пресконференция в Мюнхен, а играча ще носи фланелка с номер 9, който преди това се носеше от напусналия през същото това лято Марио Манджукич в посока Атлетико Мадрид.

### Барселона

#### Трансфер
В Байерн Мюнхен Левандовски се утвърждава като един от най-добрите играчи на своето поколение. На 16 юли 2022 г. Барселона потвърждава, че е постигнала споразумение с Байерн Мюнхен за трансфера на Левандовски. Три дни по-късно Левандовски подписва четиригодишен договор в размер на 45 милиона евро, потенциално нарастващ до 50 милиона евро с добавките. Договорът включва клауза за освобождаване, определена на 500 милиона евро. Левандовски става най-скъпият полски играч в историята и най-скъпата продажба на Байерн Мюнхен за всички времена. Левандовски е официално представен пред 50 000 фенове на 5 август на Камп Ноу и му е връчена фланелката с номер 9, носена преди това от Мемфис Депай, и е официално регистриран на 12 август, на фона на спекулации, че клубът не може да го регистрира, тъй като е над ограничението на заплатите в лигата, поради финансовите си затруднения.

#### 2022–23: Титла в Ла Лига и трофей Пичичи
На 7 август 2022 г. той отбелязва първия си гол за Барселона при победата с 6-0 над мексиканския клуб УНАМ в предсезонния мач за трофея на Жоан Гампер, проведен на Камп Ноу. На 13 август той прави своя дебют за клуба при равенство 0-0 срещу Райо Валекано в лигата. На 21 август той отбелязва първите си състезателни голове за Блауграна, отбелязвайки гол при победата с 4–1 над Реал Сосиедад на 21 август, последван от още един гол срещу Реал Валядолид при победата с 4–0 на 28 август. На 7 септември, в първия си мач като играч на Барселона в Шампионската лига, той отбелязва хеттрик при победата с 5:1 над Виктория Пилзен, ставайки първият играч в историята, отбелязал хеттрик в Шампионска лига за три различни клуба. На 11 септември той вкарва шестия си гол за сезона в лигата в петия си мач за Барселона, при победата им с 4:0 над Кадис, поставяйки рекорд за най-много голове в първите пет мача от Ла Лига за сезона през 21 век и в крайна сметка регистрира единадесет гола, включително девет гола и две асистенции в седем мача, след като вкарва единствения гол при победата като гост над Майорка на 1 октомври.
На 12 октомври Левандовски отбелязва гол в двубоя на Барселона от Шампионската лига срещу Интер Милано, с изравнителния гол в последната минута, осигурявайки домакинско равенство 3-3 за Блауграна на Камп Ноу. Въпреки че отбелязва пет гола в състезанието, неговите голове не успяват да помогнат на Барселона, тъй като те завършват на трето място в груповата фаза, което ги поставя в елиминационните кръгове на Лига Европа за втори пореден сезон. На 8 ноември Левандовски е изгонен за втори път в клубната си кариера за нарушение срещу Давид Гарсия, по-късно получава наказание от три мача, когато Барселона печели с 2-1 срещу Осасуна. Въпреки това Левандовски участва в равенството 1–1 срещу съперника Еспаньол на 31 декември, след като наказанието му е спряно от съд в Мадрид, но все пак в крайна сметка изтърпява дисквалификацията, тъй като спортният съд на Испания потвърждава наказанието, пропускайки мачовете от лигата срещу Атлетико Мадрид, Жирона и Хетафе.
На 16 януари 2023 г. той отбелязва втория гол във финала на Суперкупата на Испания през 2023 г., когато Барселона побеждава Реал Мадрид с 3:1 в Ел Класико, спечелвайки първата си титла с клуба. На 14 май той вкарва два гола, когато Барселона побеждава Еспаньол с 4–2, потвърждавайки ги като шампиони в Ла Лига. Той е първият играч на Барселона, който отбелязва повече от 30 гола във всички състезания в дебютния си сезон след Роналдо Назарио през 1996-97 г. До края на сезон 2022–23 в Ла Лига, Левандовски спечелва първия си трофей Пичичи с 23 гола в 34 мача, ставайки първият играч в топ 5 европейски лиги, който получава награда за най-добър голмайстор в шест последователни сезона. Левандовски също изравнява Лионел Меси за най-много голмайсторски награди в топ 5 на европейските лиги с осем.

#### 2023–24: Вицешампион в Ла Лига
На 19 септември 2023 г. Левандовски вкарва веднъж при домакинската победа на Барселона с 5:0 над Антверпен в първия мач от Шампионската лига на УЕФА през сезон 2023–24, за да увеличи броя си в състезанията на УЕФА до 100 гола, ставайки едва третият играч, постигнал такъв етап след Кристиано Роналдо и Лионел Меси. Той също така става най-възрастният играч, на 35 години и 29 дни, вкарал гол за Барселона в Шампионската лига на УЕФА, надминавайки предишния рекорд на Жерар Пике. На 23 септември той вкарва гол, за да помогне на Барселона да компенсира изоставането от два гола при домакинската победа с 3:2 срещу Селта Виго, ставайки най-добрият голмайстор в първите 50 мача за клуба през 21 век, с 35 гола, надминавайки рекорда преди това държан от Самуел Ето'о.
На 17 февруари 2024 г. Левандовски осигурява успеха за Барселона при победата с 2-1 над Селта Виго, като реализира повторно изпълнена дузпа в 97-ата минута. Той става най-успешният футболист по отношение на броя отбелязани голове (407) през последното десетилетие в петте най-големи европейски футболни лиги. На 22 февруари той отбелязва своя 93-ти гол в Шампионската лига при равенство 1-1 срещу Наполи. След това на 12 март, Левандовски вкарва последния гол при победа с 3-1 в домакинския мач, отстранявайки Наполи с общ резултат 4-2. На 17 март той е ключов играч при победата на Барселона с 3:0 над Атлетико Мадрид, като участва и в трите гола. Той вкарва един гол и прави две асистенции, помагайки на отбора си да се премести на второ място в таблицата на Ла Лига. На 29 април той отбелязва първия си хеттрик в Ла Лига, за да помогне на отбора си да спечели с 4-2 срещу Валенсия.

## Национален отбор
Левандовски прави дебютния си мач за мъжки национален отбор на 10 септември 2008 срещу Сан Марино. Влиза като резерва и вкарва гол.
Той вкарва и първия гол на Евро 2012 в мача на откриването срещу Гърция, който завършва с равенство 1:1.

## Успехи
Лех Познан
- Шампион на Полша (1) – 2010
- Носител на Купа на Полша (1) – 2009
- Носител на Суперкупа на Полша (1) – 2009

 Борусия Дортмунд
- Бундеслига (2) – 2010/11, 2011/12
- Купа на Германия (1) – 2012
- Суперкупа на Германия (1) – 2013

 Байерн Мюнхен
- Бундеслига (8) – 2014/15, 2015/16, 2016/17, 2017/18, 2018/19, 2019/20, 2020/21, 2021/22
- Купа на Германия (2) – 2015/16, 2019/20
- Суперкупа на Германия (5) – 2016, 2017, 2018, 2020, 2021
- Шампионска лига (1) – 2019/20
- Суперкупа на УЕФА (1) – 2020
- Световно клубно първенство (1) – 2020

 Барселона
- Ла Лига (2) – 2022/23, 2024/25
- Купа на краля (1) – 2024/25
- Суперкупа на Испания (2) – 2023, 2025

### Златна топка
Роберт Левандовски би трябвало да спечели наградата през 2020 г., но церемонията е отменена заради пандемията от Ковид-19. Номиниран е за Златна топка отново още следващата година. Той е втори с 580 точки след Лионел Меси с 613.